# Santa Giustina in Colle
Santa Giustina in Colle là một đô thị thuộc tỉnh Padova vùng Veneto, tọa lạc khoảng 35 km về phía tây bắc của Venezia và cách khoảng 15 km về phía bắc của Padova. Tại thời điểm ngày 31 tháng 12 năm 2004, đô thị này có dân số 6.823 người và diện tích 17,9 km².
Đô thị Santa Giustina in Colle bao gồm các frazione (các đơn vị cấp dưới) Fratte.
Santa Giustina in Colle giáp các đô thị: Campo San Martino, Camposampiero, Castelfranco Veneto, Loreggia, San Giorgio delle Pertiche, San Martino di Lupari, Villa del Conte.